# Vestia ranojevici
Vestia ranojevici is een slakkensoort uit de familie van de Clausiliidae. De wetenschappelijke naam van de soort is voor het eerst geldig gepubliceerd in 1912 door Pavlovic.